# Per Olaisen
Per Ivar Olaisen, född 9 april 1971 i Malmö, bosatt i Falkenberg, är en svensk författare och översättare.
Olaisen grundade 1991 kriminalnovelltidskriften Short Stories of Crime, Detection & Mystery (CDM) och är fortfarande dess utgivare. Han var redaktör för tidskriften Kometen 1990–1993 och redaktionsmedlem 1993–1995, samt medredaktör för studenttidskriften KULT (Växjö) 1993–1995. Han satt i styrelsen för Skånska Deckarsällskapet 1993–1997 och var medlem av Skandinaviska Kriminalsällskapets Glasnyckelnjury 1994–1998, samt ledamot av Svenska Deckarakademin 1999-2023. Initiativtagare till och redaktör för Bonniers kriminalklassiker 2001–2002. Medlem av Spårhundenjuryn 2016-2019. Redaktör för Alephs deckarbibliotek. Han är även verksam som antikvariatsbokhandlare och förläggare (Per Olaisen förlag).